# Kelloggella cardinalis
Kelloggella cardinalis är en fiskart som beskrevs av Jordan och Seale, 1906. Kelloggella cardinalis ingår i släktet Kelloggella och familjen smörbultsfiskar. Inga underarter finns listade i Catalogue of Life.